# Serhiïvka (oblast d'Odessa)
Serhiïvka (ukrainien : Сергіївка, russe : Сергеевка, Sergueïevka) est une commune urbaine de l'oblast d'Odessa, en Ukraine. Elle compte 5 316 habitants en 2021. C'est une petite station balnéaire et thermale (eaux chlorées peu minéralisées avec hydrocarbonates et boues pour la balnéothérapie) prisée des Odessites.

## Histoire
La première mention de l'endroit, qui faisait partie du gouvernement de Bessarabie de l'Empire russe, date de 1889 avec une quinzaine de foyers. Dès cette époque, les eaux thermales sont étudiées par le docteur Alexandre Verigo, professeur de la chaire de chimie de l'université de Nouvelle-Russie d'Odessa. La zone de Chabolat-Sergueïevka était située dans la partie sud-est du territoire actuel de la station, dans la zone de la ferme subsidiaire et de la chaufferie, et s'étendait sur le territoire du camp de santé pour enfants Medik-1. Les premiers soins de bains de boue au bord du liman de Chabolat ont lieu en 1895 lorsqu'est construit un établissement spécialisé. En 1918, la région passe au royaume de Roumanie. Un riche propriétaire terrien du nom d'Akoulitch fait construire une quarantaine de villas en 1921 pour les résidents de l'établissement de soins de boue, futur noyau de la station balnéaire. 
Le 28 juin 1940, la Bessarabie est annexée par l'URSS. Sa partie méridionale, entre le liman du Dniestr et le Danube, fait partie dès lors de la république socialiste soviétique d'Ukraine, mais la station est donnée à la république socialiste soviétique de Moldavie. De 1941 à 1944, toute la région est occupée par l'armée allemande du Troisième Reich et son allié roumain. En 1956, l'oblast d'Izmaïl est supprimé et la station entre dans l'oblast d'Odessa. 
En 1959, une eau minérale potable est découverte (puits n° 2 de type Kouyalnik n° 4). Après des études expérimentales par F.P. Ambros (institut médical de Kichinev), elle est recommandée pour le traitement des maladies inflammatoires de l'estomac. Plus tard, des sanatoriums sont construits pour les enfants tuberculeux.